# Metanephrops challengeri
Metanephrops challengeri е вид десетоного от семейство Омари (Nephropidae). Видът не е застрашен от изчезване.

## Разпространение и местообитание
Разпространен е в Нова Зеландия (Северен остров, Чатъм и Южен остров).
Среща се на дълбочина от 106 до 855 m, при температура на водата от 3,7 до 13,7 °C и соленост 34,3 – 35,3 ‰.